# Panchito Pistoles
Panchito Pistoles, vaak kortweg Panchito genoemd, is een fictieve antropomorfe haan uit de strips en tekenfilms van Walt Disney. 

## In tekenfilms

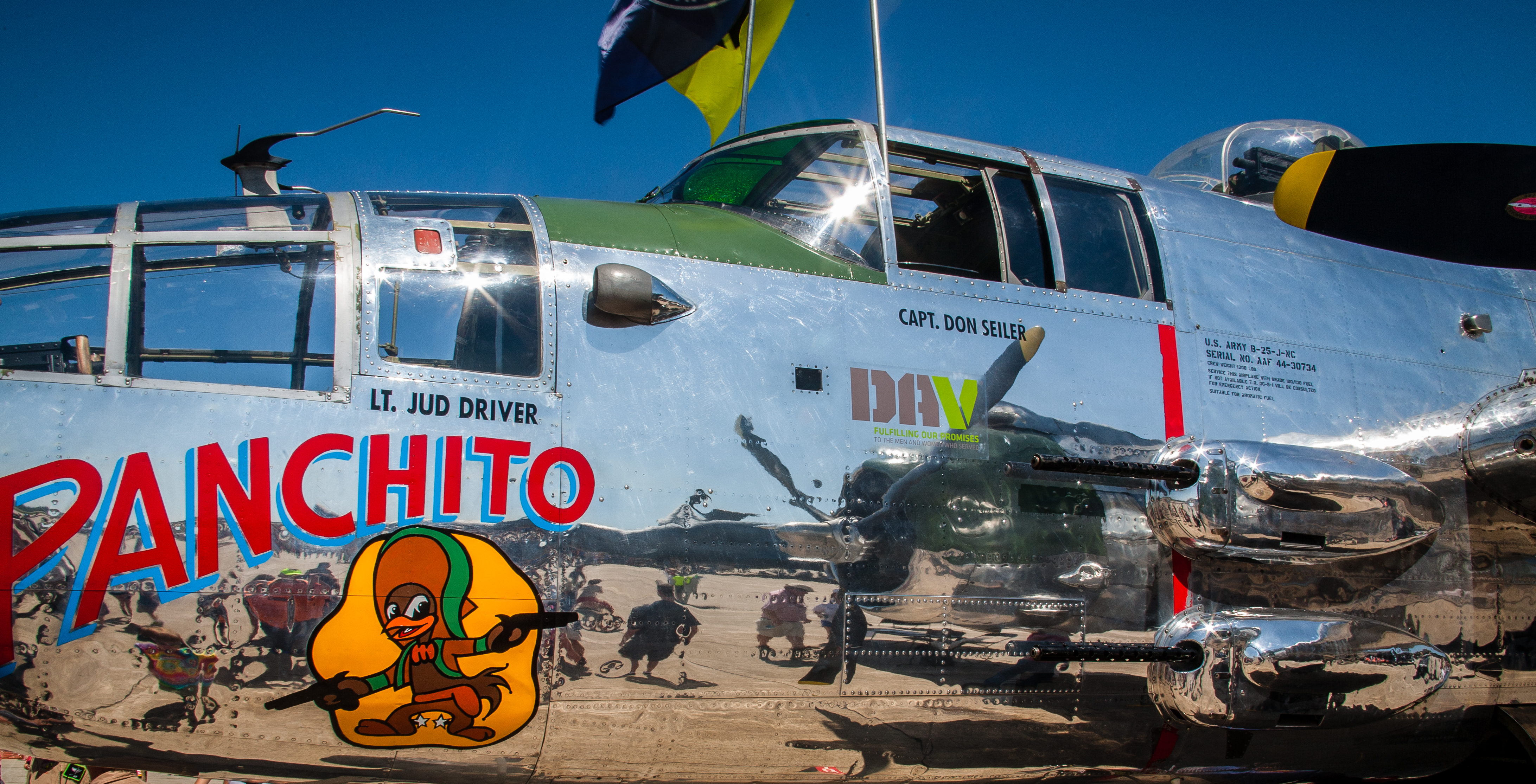
Deze B-25 Mitchell werd Panchito genoemd, naar het Disney-personage, dat tevens op de romp is uitgebeeld.

Panchito verscheen voor het eerst in enkele stripverhalen uit 1943. Een jaar later maakte zijn debuut als tekenfilmfiguur in de zevende lange Disney-animatiefilm, De Drie Caballeros, waarin hij symbool staat voor Mexico. In deze film heeft Panchito samen met Donald Duck en Joe Carioca de hoofdrol. Later verscheen Panchito nog in veel andere korte en lange stripverhalen. In Saludos Amigos (1942) kwam Joe Carioca al wel voor, maar Panchito nog niet.
Na De Drie Caballeros heeft Panchito niet meer in lange tekenfilms meegedaan. Hij was wel nog een paar keer te zien in de serie Disney's House of Mouse. Panchito heeft ook de hoofdrol in Legend of the Three Caballeros, uitgebracht op de Disney Life-app naast Joe Carioca en Donald Duck.

### Stemmen
Joaquin Garay deed de Amerikaanse stem van Panchito in de eerste film. Carlos Alazraqui volgde hem op vanaf 2001 tot heden. De Nederlandse stem van Panchito werd in De Drie Caballeros ingesproken door Olaf Wijnants, na enkele andere optredens werd Panchito's stem onder andere nog ingesproken door Wiebe-Pier Cnossen en Sander van der Poel.

## In strips
Panchito is vandaag de dag vooral bekend uit de stripverhalen.  Hij verscheen als de hoofdpersoon in een aantal gagstrips van doorgaans niet meer één pagina. Verder heeft hij een bijrol in enkele verhalen rond Joe Carioca.
Panchito woont in Mexico, maar heeft geen vaste woon- of verblijfplaats. Meestal rijdt hij zonder een duidelijke bestemming door de Mexicaanse woestijn, op een paard dat Señor Martínez heet. Panchito draagt altijd een sombrero en heeft vaak ook een gitaar bij zich. Soms probeert hij door muziek te maken  her en der wat geld te verdienen. Incidenteel is hij er ook op uit om vrouwen te versieren;  zo concurreert hij hevig met Joe Carioca om de hand van het meisje Mimi. Uiteindelijk delven beiden het onderspit doordat Mimi met iemand anders trouwt.

### Señor Martínez
Panchito's paard Señor Martínez verscheen voor het eerst in een krantenstrip in 1944 geschreven door Bill Walsh en getekend door Paul Murry. De latere stripboekversies uit 2000 en 2005 werden geschreven en getekend door Keno Don Rosa, die het paard van Panchito een wat realistischer uiterlijk gaf.

## Naam
Panchito's volledige naam luidt Panchito Romero Miguel Junipero Francisco Quintero González III. Dit zou betekenen dat Quintero de achternaam van zijn vader was en González die van zijn moeder. Zijn naam Pistoles is een bijnaam. Het woord "Pistoles" bestaat niet in het Spaans, maar is waarschijnlijk afgeleid van "Pistolas", Spaans voor pistolen. Deze naam dankt hij aan het feit dat hij in de film De Drie Caballeros regelmatig naar zijn pistolen grijpt. Deze eigenschap is in de stripverhalen minder aanwezig, hoewel hij in deze verhalen nog wel gewapend is. Ook is hij in de strips duidelijk een stuk kalmer dan in de film. In de film wordt hij neergezet als een druktemaker, met een voorkeur voor (vaak gemene) grappen.